# Newtown, Lilburn
Newtown är en ort i civil parish Lilburn, i grevskapet Northumberland i England. Orten är belägen 6 km från Wooler. Newtown var en civil parish 1866–1955 när det uppgick i Lilburn. Civil parish hade 36 invånare år 1951.